# Gymnapogon melanogaster
Gymnapogon melanogaster är en fiskart som beskrevs av Gon och Daniel Golani 2002. Gymnapogon melanogaster ingår i släktet Gymnapogon och familjen Apogonidae. IUCN kategoriserar arten globalt som otillräckligt studerad. Inga underarter finns listade i Catalogue of Life.